# Sekirei
Sekirei (яп. セキレイ Сэкирэй, букв. «Трясогузка») — манга Сакурако Гокуракуина, выходившая с 2004 по 2015 годы в сэйнэн-журнале Young Gangan. Аниме по сюжету произведения создано студией Seven Arcs.

## Сюжет
В 2020 году в Токио живёт Минато Сахаси, дважды проваливший вступительные экзамены, стесняющийся женского общества и не имеющий работы. С детства он не смел перечить своей матери и даже младшей сестрёнке, и эта нерешительность сохранилась и во взрослой жизни. На самом деле Минато чрезвычайно умён, но его нерешительность и неспособность переносить стрессы постоянно приводят его к неудачам. В результате многие считают его идиотом и неудачником.
Однажды Минато встречает девушку Мусуби, которая буквально сваливается с неба. Минато вскоре узнаёт, что она одна из «сэкирэй», супервоинов, обладающих сверхъестественными способностями. Сэкирэй, большинство из которых — милые и сексуальные девушки, участвуют в опасной и подчас смертельной «Игре Сэкирэй», организованной Минакой Хирото, председателем таинственной и влиятельной корпорации MBI.

### Сэкирэй
Сэкирэй — внеземные существа, обладающие сверхъестественными способностями, и имеющие генетический код, близкий к человеческому. Их космический корабль потерпел крушение на Земле в 1999 году, и был найден студентами Минакой Хирото (будущим председателем организации MBI) и Таками Сахаси (будущей главной исследовательницей MBI и матерью Минато). Эти двое обнаружили на борту 108 форм жизни (описанных как «Один столп и 107 птенцов»).
- Первый из них (столп, показанный как 00, позднее перенумерованный в 01) был взрослым.
- Восемь (позднее известные как 02-09) были эмбрионами.
- 99 остальных (позднее известные как 10-108) были оплодотворёнными яйцеклетками.

Все Сэкирэй были скорректированы для «Игры Сэкирэй», особенно одиночные номера (некоторые из корректировок имели шуточный характер). Корректировки были сделаны не только для того, чтобы Сэкирэй стали сильнее, но также для стабилизации и контроля их силы.
Считается, что одиночные номера с 1 по 5, даже будучи неокрылёнными, равны по силе, или даже сильнее окрылённых Сэкирэй. Также на корабле были найдены 8 мистических артефактов — Дзинки (яп. 神器 букв. «Божественный сосуд»). Асикаби, собравший все 8 вместе, получит возможность уничтожить, либо вернуть к жизни любых Сэкирэй, воздействуя с помощью дзинки на их ядро Сэкирэй.

### Асикаби
Асикаби — люди с уникальными генами, способные усиливать Сэкирэй, и призванные служить им для обмена ДНК, которая обычно передаётся с поцелуем, после которого Сэкирэй «окрыляется». В отличие от Сэкирэй, которые обычно являются сексуальными женщинами или привлекательными молодыми людьми, Асикаби могут быть любого пола, возраста и социального статуса. Их сила может определяться не только количеством Сэкирэй, находящихся в его распоряжении, но и отношениями между ними. Четверо особенных Асикаби, включая Минато, являются сильнейшими и имеют титулы, составленные из их имён и тех частей города, которыми они управляют. В случае, если Асикаби умирает, все Сэкирэй, окрылённые им, тоже гибнут.

### Игра Сэкирэй
На данный момент в манге закончился третий матч третьего уровня игры. Первый сезон аниме заканчивается на середине второго уровня.
- Первый уровень: Сэкирэй освобождены и должны найти Асикаби для окрыления. Этот уровень заканчивается, когда 90 % Сэкирэй получают крылья.
- Второй уровень: Токио становится закрытым городом. Ни Сэкирэй, ни Асикаби не могут его покинуть. Асикаби должны дать крылья оставшимся Сэкирэй.
- Третий уровень: Серии матчей между Асикаби. Призом победителю является один из артефактов Дзинки. Три команды (состоящие из одного Асикаби и до трёх Сэкирэй) участвуют в первом и третьем (текущем) матчах. Пять пар (один Асикаби и один Сэкирэй) участвуют во втором матче.

## Персонажи
Минато Сахаси — главный герой аниме и манги, являющийся асикаби. Ему 19 лет. Дважды проваливал вступительные экзамены в институт. Очень умён, но из-за неуверенности в себе и боязни женского пола считается идиотом и неудачником. Добрый и чувствительный. После того как встретил Мусуби, влюбился в неё.

### Сэкирэй Минато
№ 88 — Мусуби. Первая окрылённая Сэкирэй Минато, которая свалилась на него буквально с неба. Её специализация — рукопашный бой и сверхчеловеческая сила. Не ревнует Минато к другим, но всё же очень любит его. В прошлом была похищена из MBI и находилась на военной базе, где её спасли № 8 Юмэ и № 4 Карасуба, первая даже доверила ей свой дух Сэкирэй.
№ 108 — Кусано. Вторая Сэкирэй, окрылённая Минато, и самая младшая из его Сэкирэй. Познакомилась с Минато во сне, когда её похитили из MBI, чтобы окрылить против воли. Способна силой мысли управлять растениями. Относится к Минато, как к старшему брату.
№ 2 — Мацу. Третья Сэкирэй, окрылённая Минато. Хакерша и технопатка. Вынуждена скрываться из-за того, что когда-то украла у Минаки Дзинки. Редко участвует в боях, но часто прикрывает тыл, помогая советами и разрабатывая стратегию. Состояла в первом поколении карающего отряда. Бисексуалка.
№ 9 — Цукиуми. Сэкирэй воды; раньше ненавидела асикаби и не хотела становиться окрылённой, но после встречи с Минато поменяла мнение и добровольно стала его четвёртой Сэкирэй. Ревнует его ко всем остальным и считает себя его истинной женой, всех остальных лишь наложницами, как у древних правителей. Крайне агрессивна, но всё же хорошо уживается с другими.
№ 3 — Кадзэхана. Управляет ветром. Иронична, любит выпить, не терпит когда с ней грубо разговаривают: исключения только мастер игры, № 1 и Минато; сама попросила его окрылить её. Как и Мацу состояла в первом карающем отряде, в силе и опыте уступает только № 1 и ненамного № 4
№ 6 — Кагари (Хомура). Уникальный Сэкирэй, владеющий огнём. Его пол может меняться в зависимости от асикаби. Раньше был защитником неокрылённых Сэкирэй, но после начала второго этапа надобность в этом отпала. Мечтает убить Минаку за такое тело. После окрыления его пол окончательно установился как женский, хотя он все ещё осознает себя как мужчину, но даже это по его словам скоро изменится.

## Издания

### Манга
«Сэкирэй» берёт своё начало как серия манги в сэйнэн-журнале Young Gangan, издаваемом Square Enix. В виде 18 танкобонов выпускалась с 25 июня 2005 года по 24 октября 2015 года, выпуск серии завершён.

### Радиодрама
Радиодрама (Radio CD, издаваемые в Японии подкасты на дисках, что-то вроде аудиокниг) была выпущена компанией Frontier Works 25 июля 2007 года.

### Аниме
Первый сезон аниме, состоящий из 12 эпизодов, выпущенный студией Seven Arcs, выходил в эфир в Японии со 2 июля по 17 сентября 2008 года. Лицензия на это аниме в Японии принадлежит компании Aniplex. Первый сезон практически полностью соответствует манге и освещает события, происходящие в первых пяти её частях.
Открывающей темой стала песня «Sekirei» (セキレイ), а главной темой «Dear sweet heart», обе песни исполняются Саори Хаями (в аниме — Сэкирэй № 88, Мусуби), Каной Ханадзавой (№ 108, Кусано) и Аей Эндо (№ 2, Мацу). В качестве закрывающей композиции одиннадцатого эпизода использована песня «Kimi o Omou Toki» (きみを想うとき) Саори Хаями.
Шесть DVD первого сезона поступали в продажу между 22 октября 2008 и 25 марта 2009. DVD издание было дополнено эпизодом OVA «Первое задание» (яп. 初メテノオツカイ Хадзимэтэ но Оцукай)), в котором Кусано ходит по магазинам вместе с Мусуби и Цукиуми. Диски Blu-ray с первым сезоном аниме появились в продаже 30 июня 2009 года. Издание включало в себя три Blu-ray диска и дополнительный CD. На фестивале Anime USA в 2009 было анонсировано, что аниме лицензировано на территории США и вскоре попадёт в эфир.
Трансляция второго сезона аниме, носящего название «Сэкирэй: Чистая Связь» (яп. セキレイ〜Pure Engagement〜) началась 4 июля 2010 года и закончилась 26 сентября 2010 года.

#### Список серий
| Первый сезон | Первый сезон                                                                             | Первый сезон      | Первый сезон |
| № серии | Заглавие                                                                                 | Трансляция        |              |
| --- | ---------------------------------------------------------------------------------------- | ----------------- | ------------ |
| 01 | Sekirei (Сэкирэй) «Sekirei» (セキレイ)                                                   | 2 июля, 2008      |              |
| На Минато Сахаси, второй год подряд провалившего экзамен на поступление в университет, на улице внезапно падает девушка, за которой гонятся две близняшки. После того как им удаётся скрыться, юноша узнаёт, что Мусуби, которую он встретил, является сэкирэй, девушкой со сверхспособностями, под номером 88, а он сам несколько позже становится её асикаби («хозяином»). Хирото Минака, владелец корпорации MBI, связывается с Минато «через телевизор» и сообщает, что ему теперь суждено принять участие в игре сэкирэй. Однако вместе с другими проблемами его за нарушения правил выгоняют из съёмной квартиры и он вынужден искать жильё. |                                                                                          |                   |              |
| 02 | Door to a New House (Дверь в новый дом) «Shinya no Tobira» (新屋の扉)                    | 9 июля, 2008      |              |
| Минато и его сэкирэй благодаря иронии судьбы находят дом Мии Асами, которая как раз сдаёт свободные комнаты и уже подселила нескольких других жильцов. Мусуби узнаёт, что одна из них, Удзумэ (№10) также является сэкирэй и вызывает её на бой, но благодаря вмешательству Минато кровопролития удаётся избежать. В доме его навещает младшая сестра Юкари, которая, в свою очередь, поступила в институт с первого раза. |                                                                                          |                   |              |
| 03 | The Green Girl (Дочь леса) «Midori no Shōjo» (緑ノ少女)                                  | 16 июля, 2008     |              |
| Мусуби проводит бои-тренировки с также владеющей боевыми искусствами Мией Асами. Минато знакомится на своей новой работе с Сэо Каору, также являющимся асикаби тех самых близняшек: Хикари (#11) и Хибики (№12). У них складываются неплохие дружеские отношения и с помощью Сэо Минато удаётся стать асикаби ещё одной сэкирэй, Кусано (№108), несколько раз являвшейся ему в видениях и жившей в ботаническом саду города, при этом отбив атаку другой сэкирэй, посланной чтобы захватить Кусано. |                                                                                          |                   |              |
| 04 | Izumo Inn's Weird Story (История дома Идзумо) «Izumosou Kidan» (出雲荘奇談)              | 23 июля, 2008     |              |
| Жильцы дома замечают некоторую странность - им кажется, что за ними следят. Пока Мусуби занимается покупками, на неё кто-то нападает с использованием современных лазеров. В то же время когда Минато моется в ванной, там же появляется некая девушка. Юкари спасает от атаки неизвестного симпатичного парня, который впоследствии оказывается Синой, сэкирэй № 107. |                                                                                          |                   |              |
| 05 | The Water Sekirei (Водяная сэкирэй) «Mizu no Sekirei» (水ノ鶺鴒)                         | 30 июля, 2008     |              |
| Загадочной девушкой в ванной оказывается другая съёмщица комнат, Мацу (№2), жаждавшая стать сэкирэй Минато, что и происходит. Несколько позже парню снится сэкирэй № 9 Цукиуми, ненавидящая всех асикаби и пообещавшая убить его. Но вскоре он встречается с ней лицом к лицу. Сина предлагает Юкари стать его асикаби. |                                                                                          |                   |              |
| 06 | Izumo Inn Flower Troops (Цветочная армия дома Идзумо) «Izumosou Hana Ikusa» (出雲荘花軍) | 6 августа, 2008   |              |
| Цукиуми атакует Минато, однако того защищает Кусано. Не сумев победить естественную тягу к асикаби, №9 становится сэкирэй Минато и объявляет себя его официальной женой. Сиима рассказывает Юкари об игре сэкирэй. |                                                                                          |                   |              |
| 07 | The Black Sekirei (Чёрная сэкирэй) «Kuro no Sekirei» (黒ノ鶺鴒)                          | 13 августа, 2008  |              |
| MBI объявляет о начале второго этапа игры. Дом Идзумо посещает т.н. Чёрная сэкирэй Карасуба (№4), вестница компании, с целью переговорить с Мусуби и напомнить ей об обещании сражаться до конца. |                                                                                          |                   |              |
| 08 | The Sealed Capital City (Запечатанная столица) «Tojita Teito» (閉ジタ帝都)               | 20 августа, 2008  |              |
| Сэкирэй № 95 Куно и её асикаби Харука неудачно пытаются сбежать из Токио ради прекращения участия в игре. Удзумэ навещает её асикаби, Тихо, в больнице. Юкари решает помочь Сиине в поисках Кусано, которую тот давно разыскивал. Мацу удаётся узнать о поражении нескольких сэкирэй от одного, нарушающего правила игры. Цукиуми и Мусуби пытаются противостоять этой замаскированной сэкирэй (она предстала в вуали), не подозревая, что это Удзумэ. |                                                                                          |                   |              |
| 09 | Veil and Wind (Вуаль и Ветер) «Hire to Kaze» (比礼ト風)                                  | 27 августа, 2008  |              |
| Бой между Цукиуми, Мусуби и «завуалированной» прерывается из-за вмешательства сэкирэй № 3, Кадзэханы. Мусуби отводит Минато на встречу с Куно и её асикаби Харукой, решившим сбежать из Токио чтобы сохранить жизнь своей сэкирэй. |                                                                                          |                   |              |
| 10 | The Night Before the Escape (Ночь перед побегом) «Dasshutsu Zenya» (脱出前夜)            | 3 сентября, 2008  |              |
| Харука рассказывает другим о том, как он и Куно впервые встретились. Минато при поддержке Сэо соглашается помочь им сбежать. Однако Цукиуми, считая такой поступок трусостью, отказываться им помогать. |                                                                                          |                   |              |
| 11 | Sekirei Crest Erasure (Исчезновение знака сэкирэй) «Sekireimon Shoushitsu» (鶺鴒紋消失)  | 10 сентября, 2008 |              |
| План побега проваливается: Куно, Харука и те, кто вызвались им помочь, добираются до моста, но на них нападают сэкирэй Бэницубаса и Хаихана из службы безопасности MBI. На помощь им отправляется Цукиуми. В то же время Мацу вынуждена покинуть дом на мотоцикле, чтобы спасти Кусано, также оказавшуюся в гуще событий. |                                                                                          |                   |              |
| 12 | Sekirei of Fate (Сэкирей Судьбы) «Enishi no Sekirei» (縁ノ鶺鴒)                          | 17 сентября, 2008 |              |
| Мусуби чуть было не погибает от рук Бэницубасы и Хаиханы, но во время боя в ней необъяснимым образом пробуждается сила сэкирэй № 8, Юмэ, и она отправляет противников пинком очень далеко. Харуке и Куно удаётся сбежать. |                                                                                          |                   |              |

| Второй сезон | Второй сезон                                                                     | Второй сезон      | Второй сезон |
| № серии | Заглавие                                                                         | Трансляция        |              |
| --- | -------------------------------------------------------------------------------- | ----------------- | ------------ |
| 01 | The Silent Omen (Знак тишины) «Shizunaru Yochō» (静ナル予兆)                     | 4 июля, 2010      |              |
| Большая часть серии вновь знакомит зрителя с главными героями и рассказывает, как Минато снова попадает в неловкие ситуации (к примеру, после того как уснул в ванной, проснувшись, обнаруживает рядом с собой решившую также искупаться Мусуби, чем вызывает ревность у Цукиуми и Кусано). Бэницубаса и Хаихана решают выяснить загадочное проявление силы у Мусуби во время их прошлого сражения. |                                                                                  |                   |              |
| 02 | When the Wind Begins to Blow (Когда ветер усиливается) «Kaze Tachinu» (風立チヌ) | 11 июля, 2010     |              |
| В городе проходит слух о «ночном асикаби и несущем смерть сэкирэй», хотя это всего лишь Юкари и Сиино, ищущие Кусано. Бэницубаса и Хаихана похищают Минато чтобы тот вызвал Мусуби для битвы с ними (месть за обидное поражение). Однако на помощь юноше приходит Кадзэхана, которая, окрылившись, становится его пятой сэкирэй. |                                                                                  |                   |              |
| 03 | Answer of the Wind (Ответ ветра) «Kaze no Irae» (風ノ答エ)                       | 18 июля, 2010     |              |
| С помощью Мацу, Минато также находят Мусуби и Цукиуми, однако прибыв на место, они обнаруживают, что Кадзэхана уже разобралась с противниками. После того как Минато отправляют в больницу MBI, он встречает там свою мать, Таками, которая, как оказывается работает на организацию и напрямую имеет отношение к игре сэкирэй. |                                                                                  |                   |              |
| 04 | The Last Feather (最後ノ一羽)                                                    | 25 июля, 2010     |              |
| Минака Хирото отправляет всем участникам игры смс о том, что в городе остался только один сэкирэй без хозяина. Меж тем Хомуру, ту самую сэкирэй, внешне похожую на симпатичного парня, всё больше инстинктивно тянет к Минато как возможному асикаби. |                                                                                  |                   |              |
| 05 | Sekirei of the Flames (Пламенный сэкирэй) (炎ノ鶺鴒)                             | 1 августа, 2010   |              |
| Хомура решает убить Минаку как мастера игры. В то же время за ней отправляются сразу несколько асикаби чтобы сделать своей сэкирэй. На помощь ей отправляется и Минато. |                                                                                  |                   |              |
| 06 | Binding Words (Заветные слова) (婚グ言葉)                                        | 8 августа, 2010   |              |
| Минато первым успевает окрылить Хомуру и заявляет, что любит её такой, какая она есть. Она решает продолжить свою жизнь как часть его команды в игре сэкирэй. |                                                                                  |                   |              |
| 07 | Distant Tale (Давняя история) (遠イ物語)                                         | 15 августа, 2010  |              |
| По просьбе Минато как асикаби Мацу рассказывает историю происхождения сэкирэй и игры. Минака объявляет новое правило - все асикаби, избегающие битв, будут ликвидированы. |                                                                                  |                   |              |
| 08 | Kusa's Game (Игра Кусаны) (草ノ遊戯)                                             | 22 августа, 2010  |              |
| Удзумэ получает приказ от помощника асикаби Хиго вступить в бой с Минато. Кусано, гулявшая вместе с Минато, но увлекшаяся и не заметившая, что забрела на территорию больницы, встречает Тихо, асикаби Удзумэ. |                                                                                  |                   |              |
| 09 | The Many Friendships (Множество друзей) (数多ノ絆)                               | 29 августа, 2010  |              |
| Кусано понимает, что Минато её ищет и отзывается на его крики, при этом забыв у Тихо своего плюшевого мишку. Цукиуми становится свидетелем того, как Юкари и её сэкирэй вступают в бой с надменным асикаби и побеждают его. Чтобы вернуть мишку Кусано Минато, Мусуби и Цукиуми снова отправляются в больницу, где узнают, что Тихо и есть та сама асикаби Удзумэ. Выманив Мусуби и Цукиуми на улицу, Удзумэ нападает на них. |                                                                                  |                   |              |
| 10 | Far-reaching Sky (Небо не бездонно) (果ツル空)                                   | 5 сентября, 2010  |              |
| Удзумэ вспоминает, как впервые встретила Тихо. В результате сражения она теряет знак сэкирэй и перед смертью просит Минато позаботиться о Тихо. Опасаясь за жизнь Тихо, её переводят в другую больницу, однако там ей становится хуже. Минато во время её посещения сталкивается с Хиго. |                                                                                  |                   |              |
| 11 | Preparation for the Festival (Подготовка к большому празднику) (祭ノ準備)        | 12 сентября, 2010 |              |
| Хиго передаёт флешкарту с данными о лекарствах, которые могут поддерживать жизнь Тихо. Минато решается просить помощи у Минаки чтобы получить более эффективные медицинские препараты. Глава MBI заявляет, что готов помочь, если Минато заберётся на самую крышу главного здания организации. Сахаси сразу понимает, что что-то в это не так, но соглашается, и действительно, следом за этим Минака отправляет другим асикаби смс о том, что в случае если они остановят того, кто попытается ворваться в здание, они получат щедрую награду. Минато и его сэкирэй разделяют на две команды и пытаются прорваться. Минато, Мусуби, Цукиуми и Кадзэхане удаётся проникнуть в здание MBI. |                                                                                  |                   |              |
| 12 | The Tower of Chaotic Play (Башня Хаотической Игры) «Rangi no tō» (乱戯ノ塔)      | 19 сентября, 2010 |              |
| По дороге на группу во главе с Минато нападают сэкирэй из Копья Защиты. Кадзэхана сражается против Бэницубасы, а Цукиуми против Хаиханы. Мацу и Кусано удаётся пробраться в пункт управления электроникой в штаб-квартире, однако там они подвергаются атаки летающих роботов. В это время по плану, придуманному лидером MBI, в здании начинаются взрывы. Минато и Мусуби добираются до крыши, где Минака отдаёт им чип с данными, после чего забирается в ракету и улетает. |                                                                                  |                   |              |
| 13 | Genuine Ties «Shinjitsu no kizuna» (真実ノ絆)                                    | 26 сентября, 2010 |              |
| Сэо и его сэкирэй приходят на помощь Мацу и Кусано. Им, Минато и другим его сэкирэй удаётся спастись после крушения здания. Однако следом Карасуба бросает вызов Мусуби. После небольшого боя на защиту Мусуби встают другие ослабленные сэкирэй Минато и Карасуба решает на время отказаться от продолжения боя. Другие асикаби празднуют падение MBI, не подозревая, что ещё не всё кончено. Под руководством Таками начинается восстановление штаб-квартиры. Тихо выздоравливает. |                                                                                  |                   |              |

### Видеоигра
Видеоигра для PlayStation 2, называемая Sekirei ~Gifts from the Future~ (яп. セキレイ ～未来からのおくりもの～) была издана компанией «Alchemist» 29 октября 2009 года.